# Командор (звання)

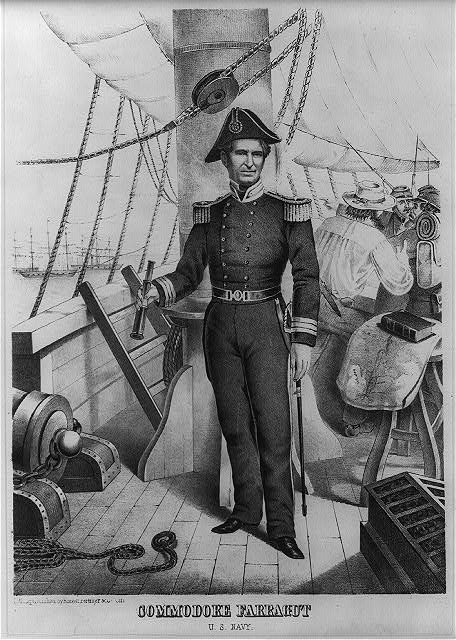
Командор Девід Фаррагут, Військово-морські сили США, XIX століття.

Командо́р (нід. commandeur, англ. commodore) — військове звання у Британії, США та Нідерландах. Командир з'єднання кораблів, який не має адміральського звання. Командор старший від капітана, але нижчий від контр-адмірала. Умовно відповідає військовому званню капітан-командор у флотах інших держав та бригадний генерал у сухопутних військах.

## Історія виникнення

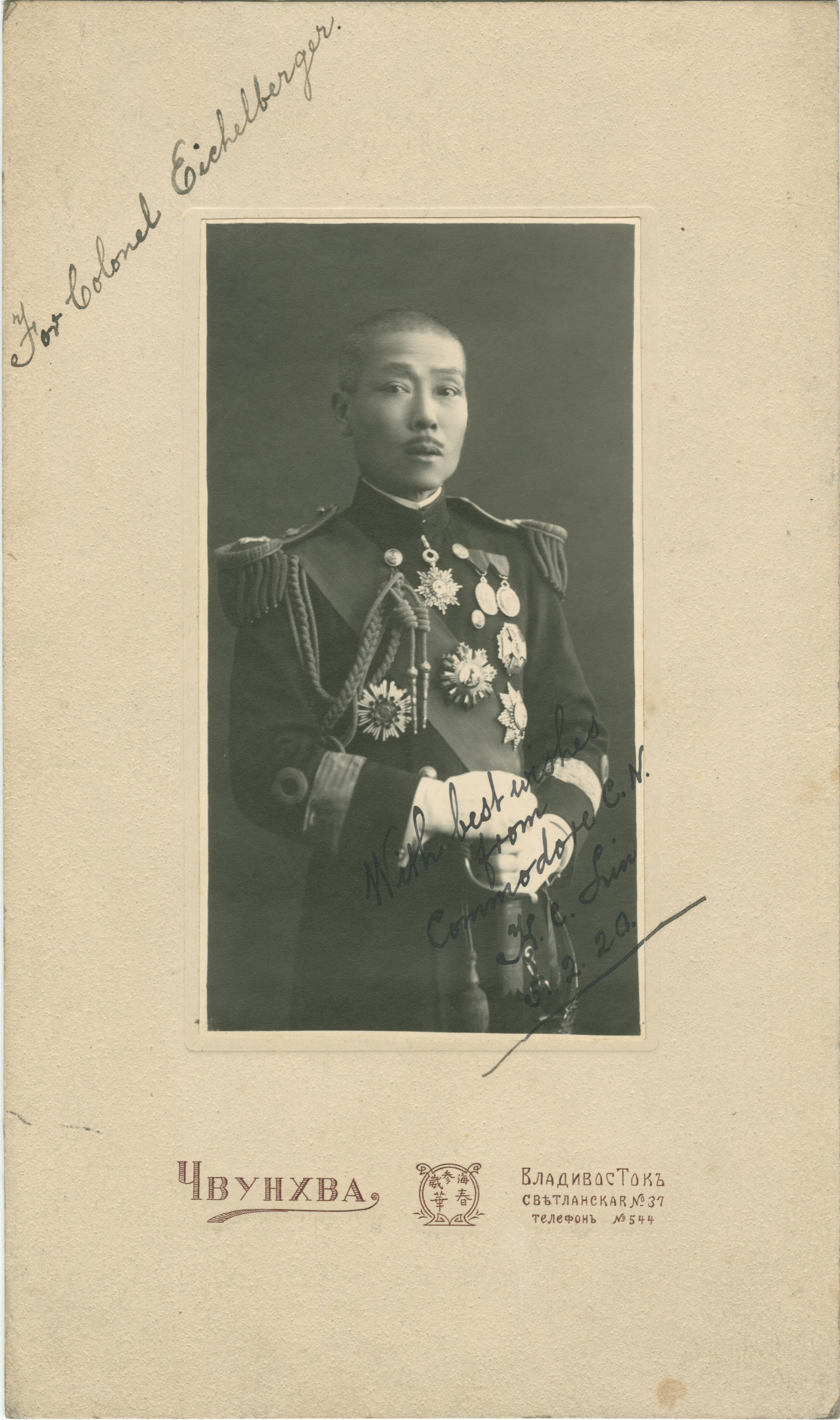
Командор китайського флоту Лінь Цзяньчжан (K. C. Lin) 5 лютого 1920 року

Звання командор виникло на голландському флоті близько 1652 року, під час війни з Англійською республікою. Флоту потрібні були офіцери, звання яких дозволяло б їм здійснювати командування ескадрою, але в той час єдиними офіцерами, яким це дозволялося, були адмірали. Однією з можливих причин виникнення звання командор вважають небажання збільшувати кількість адміралів, і відповідно, витрати на виплату їм платні.
На Королівському флоті Великої Британії старший капітан міг тимчасово, на певну кампанію або похід, призначений командувачем ескадри, і в цьому випадку називався командор (без зміни звання і без підвищення платні). Командор отримував привілей вибрати флагманський корабель і підняти свій власний брейд-вимпел. Після закінчення командування ескадрою командор знову ставав капітаном.
Згодом Королівський флот закріпив звання командора як постійне, з відповідним місцем у флотському списку, знаками розрізнення і платнею.

## Україна
1 жовтня 2020 року набрав чинності Закон України «Про внесення змін до деяких законодавчих актів України щодо військових звань військовослужбовців», згідно з яким у Військово-Морських Сил Збройних Сил України з'явилося військове звання «коммодор»..